# 美園車站
美園車站（日语：／ Misano eki */?）是一位於日本北海道札幌市豐平區美園8條6丁目，隸屬於札幌市交通局的地下鐵車站。美園車站是札幌市營地下鐵東豐線的沿線車站，車站編號H12。

## 車站構造
位於豐園通之下、豐園通與北海道道89號札幌環狀線（環狀通）的交差點。1面2線的島式月台。

### 月台配置
| 月台 | 路線   | 目的地               |
| ---- | ------ | -------------------- |
| 1    | 東豐線 | 福住方向             |
| 2    | 東豐線 | 大通、札幌、榮町方向 |

## 相鄰車站
札幌市營地下鐵
 東豐線
豐平公園（H11）－美園（H12）－月寒中央（H13）
1. ↑  “都心直結 期待を乗せて 東豊線延長 福住駅で発車式”. 北海道新聞 (北海道新聞社). (1994年10月13日)